# 撥號連線
撥號連線（英語：Dial-up Internet access），或稱撥接上網，是指通过本地電話線經由數據機連接互聯網的上网方式。拨号连接普及於1990年代網絡剛興起時；但后来因收费昂贵、速度慢，漸被寬頻ADSL連線取代，截止2005年底，全球互聯網用戶中已有56%通过寬頻上網（数据来自国际通信联盟）。

## 歷史
1979年，杜克大學畢業生湯姆·特魯斯科特和史蒂夫·貝洛文創立了撥接的早期前身，稱為USENET。USENET是一個基於UNIX的系統，它使用撥接上網通过電話數據機傳輸數據。撥號互聯網自20世紀80年代以來一直是通过諸如NSFNET連結大學這樣的公共提供商出現的。BBC於1989年通过英國布魯內爾大學建立了互聯網接入系統。撥號最初於1992年由英國的Pipex和美國的Sprint提供商業化服務。在1990年代末引入商業寬帶之後，撥接在2000年代中期變得不那麼流行了，在其他形式不可用或成本太高的地方，例如在一些農村或偏遠地區，撥接仍然被使用。

## 特點
撥號上網具有以下特徵。

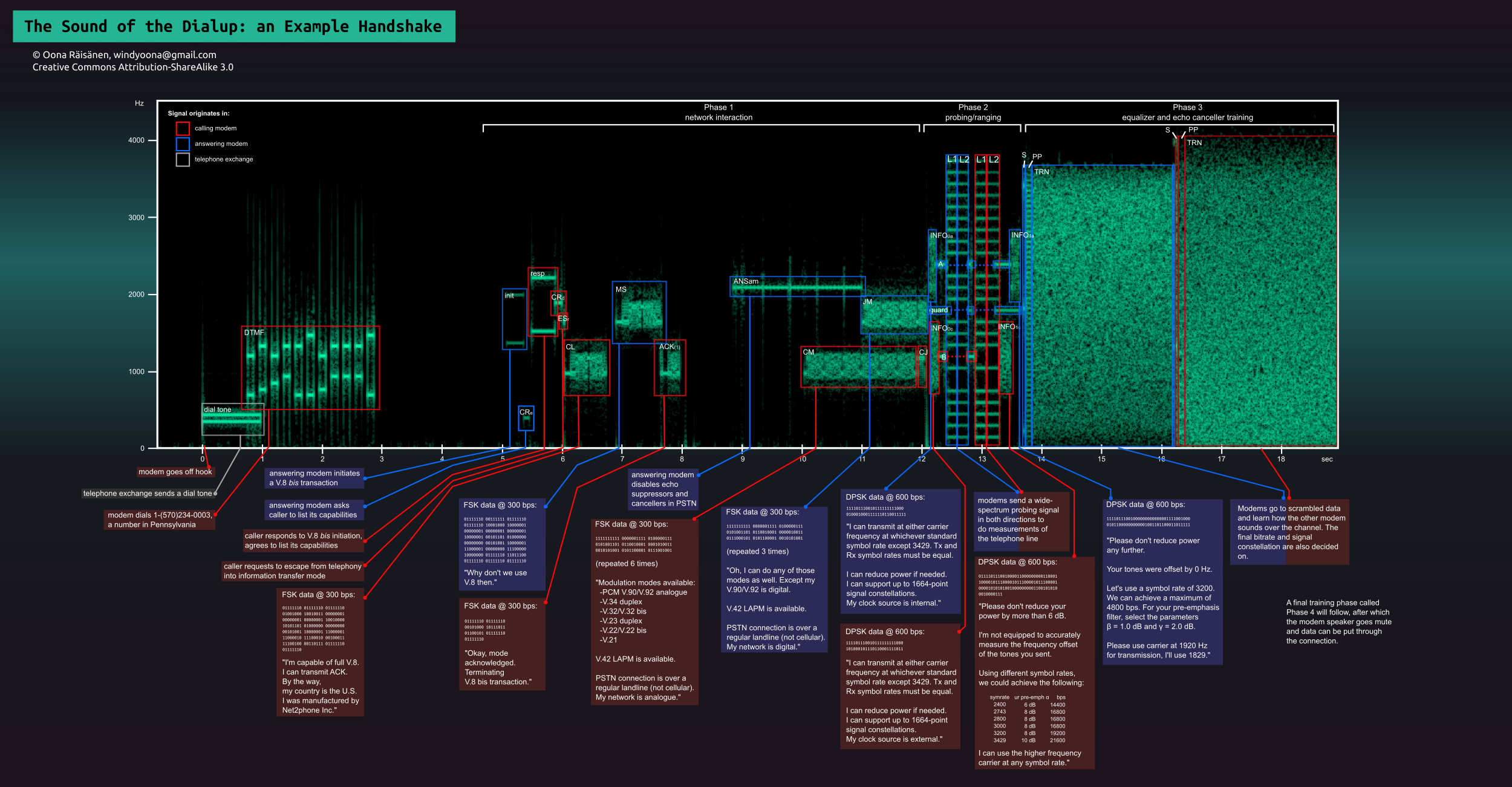
一段拨号上网示例的通信语音频谱图及各阶段的分析说明

- 用户可直接使用电话线拨号上网，无需额外拉线。
- 拨号上网的通信速度在模拟线路下最高可以达到56kbps，在ISDN中能达到64kbps～128kbps。
- 拨号上网时，电话公司和互联网服务提供商通常都会分别收费。

### 連接形式

#### ISP和电话公司分别收费的模式
这种情况下，需要同时缴纳电话费和网费。通过使用Telechose，可以节省固定电话电话费。在2000年代宽带链接和定额移动电话网络流量普及后，虽然上述节省电话费的方法依然可以使用，但是除了极度轻量的用户，拨号连接的价格基本没有优势。

#### 提供商費用從量制（撥號完全從量制）
基本上，根據通信的流逝時間，對電話公司的通信（電話）費用和到ISP的連接費用兩者都被計量收費。一般ISP的基本費用是0元，如果不連接就不會產生請求。但是，除去需要ID管理費的情况。

#### 提供者費用標準額制
费用分为连接费和电话费两部分。提供商向用户规定连接费的定額（如每月5小时等），超过該時間的使用按從量制收費；電話費则完全采用計量制。在1996年拨号上网的全盛时期，这种计费制度逐渐被ISP采用。然而，到了1999年，由于定额流量制的基础费用下降，这种制度被逐渐放弃。

#### 提供者費用定額制
提供商連接費用始终为定額，而電話費采用計量制。此制度自1997年下半年开始逐渐出现。不過，設定了准定額制的提供者提高當初的價格設定，差別化做著。經過ISDN的普及期，一般到下一個資料通信完全定額制的開始為止。

## 调制解调器

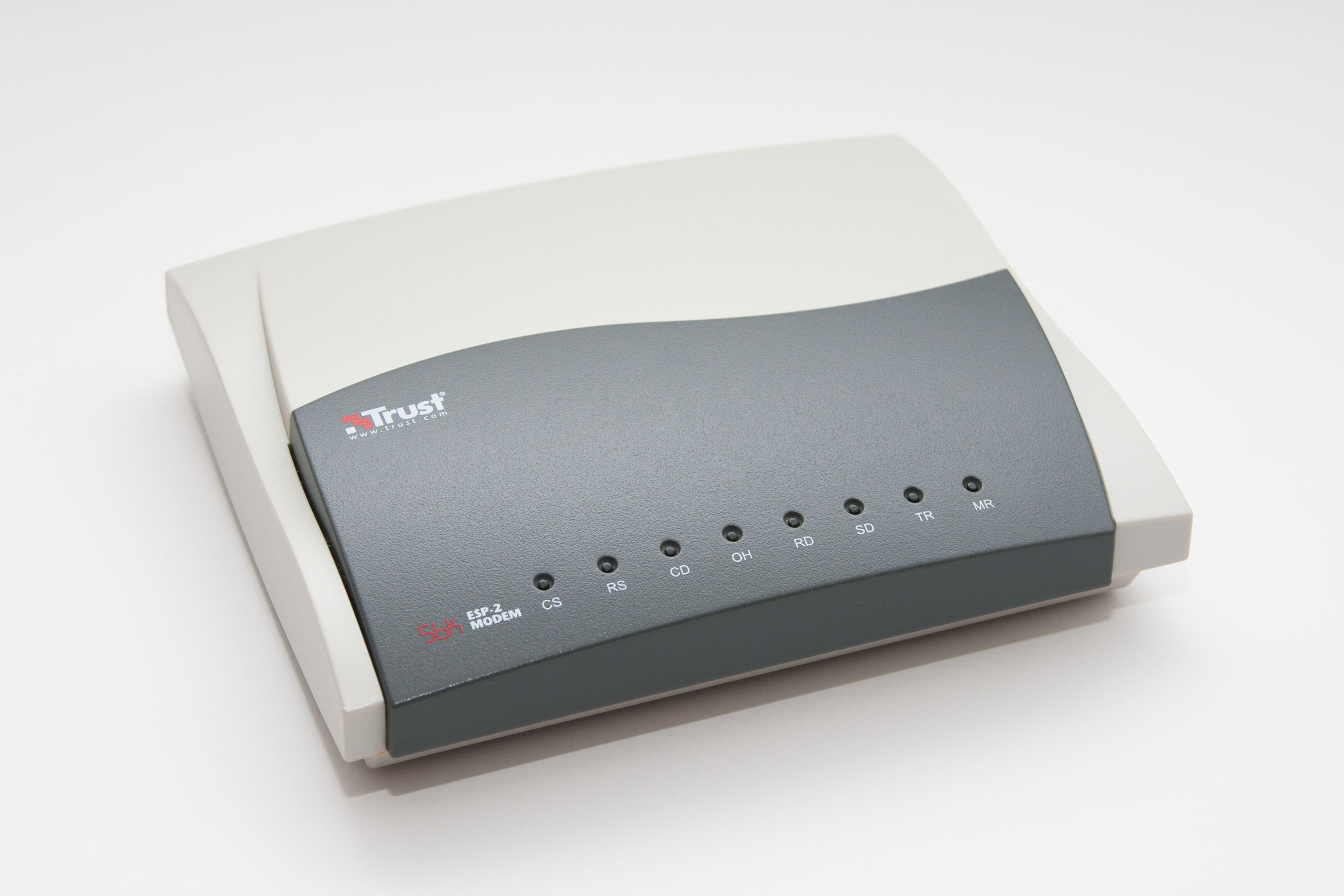
56k 傳真數據機

当时技术不允许电话线上有不同的载波信号，拨号上网依赖于音频通信。
调制解调器将从计算机中获取数字数据，将其调制成音频信号，并将其发送到接收调制解调器，这种方式和与某人打电话相似。
接收调制解调器将模拟噪声信号解调成数字数据，供计算机处理。而且在通话结束之前，用户无法通过电话线与他人打电话。使用该技术的互联网速度可降至21.6 kbit/s或更低。原因是线路状况差、噪声水平高等因素。因此，它通常被称为21600综合征。